# Tirature
Tirature è stata una serie di libri sul mondo dell'editoria che veniva pubblicata a cadenza annuale. Ideata da Vittorio Spinazzola, è stata da lui curata dal 1991 al 2020, anno della sua morte.

## Descrizione
Le pubblicazioni si configurano come una raccolta di interventi critici, di taglio monografico, da parte di vari autori su libri o fenomeni letterari, editoriali e culturali, inquadrati in un tema conduttore. A chiudere i volumi è posta la sezione "Mondo libro", contenente tabelle, cifre, dati e classifiche.

## Storia editoriale
Il progetto è nato dall'interesse che Vittorio Spinazzola nutriva verso il lettore e le logiche del mercato editoriale, che tra il 1977 e il 1987 aveva già portato il critico a dar vita all'annuario Pubblico. Produzione letteraria e mercato culturale.
Il primo volume di Tirature è stato pubblicato nel 1991 da Einaudi. Dall'anno successivo fino al 1996 la pubblicazione è stata affidata a Baldini & Castoldi. Nel 1997 il volume non è uscito. Dal 1998 Il Saggiatore, insieme alla Fondazione Arnoldo e Alberto Mondadori, ha cominciato a pubblicare le Tirature, aggiungendo il sottotitolo Autori, editori, pubblico.
Nel 2012 è uscito un libro, intitolato Alte tirature, in cui Vittorio Spinazzola conduce una serie di riflessioni sui bestseller del secondo Novecento italiano.
Dal 2014 Tirature non viene più pubblicato in formato cartaceo, ma solo digitale; con l'acquisto di Tirature '14 si ha il diritto di accedere gratuitamente alle versioni in PDF delle annate precedenti, dal 1998. Dal 2015 è reso disponibile per il download gratuito sul sito della Fondazione Mondadori, nei formati ePub, Mobi e PDF.

## Edizioni
Tirature
- Vittorio Spinazzola (a cura di), Tirature ’91, collana Einaudi tascabili, Torino, Einaudi, novembre 1991,  pp. 294, ISBN 88-06-12790-X.
- Vittorio Spinazzola (a cura di), Tirature ’92, collana I saggi tascabili, Milano, Baldini & Castoldi, ottobre 1992, ISBN 88-85988-36-9.
- Vittorio Spinazzola (a cura di), Tirature ’93, collana I saggi tascabili, Milano, Baldini & Castoldi, ottobre 1993, ISBN 88-85989-32-2.
- Vittorio Spinazzola (a cura di), Tirature ’94, collana I saggi, Milano, Baldini & Castoldi, 1994, ISBN 88-85987-62-1.
- Vittorio Spinazzola (a cura di), Tirature ’95. Per un’alleanza fra scrittori e editori, collana I saggi tascabili, Milano, Baldini & Castoldi, ottobre 1995, ISBN 88-8089-089-1.
- Vittorio Spinazzola (a cura di), Tirature ’96. Comicità, umorismo, satira, parodia: la voglia di ridere degli italiani, collana I saggi, Milano, Baldini & Castoldi, 1996, ISBN 88-8089-196-0.
- Vittorio Spinazzola (a cura di), Tirature ’98. Autori, editori, pubblico. Una modernità da raccontare. La narrativa italiana degli anni novanta, Milano, Il Saggiatore – Fondazione Arnoldo e Alberto Mondadori, 1998, ISBN 88-8089-089-1.
- Vittorio Spinazzola (a cura di), Tirature ’99. Autori, editori, pubblico. I libri del secolo. Letture novecentesche per gli anni, Milano, Il Saggiatore – Fondazione Arnoldo e Alberto Mondadori, 1999, ISBN 88-428-0745-1.
- Vittorio Spinazzola (a cura di), Tirature 2000. Autori, editori, pubblico. Romanzi di ogni genere. Dieci modelli a confronto, Milano, Il Saggiatore – Fondazione Arnoldo e Alberto Mondadori, 2000, ISBN 88-428-0850-4.
- Vittorio Spinazzola (a cura di), Tirature ’01. Autori, editori, pubblico. L'Italia d’oggi. I luoghi raccontati, Milano, Il Saggiatore – Fondazione Arnoldo e Alberto Mondadori, gennaio 2002, ISBN 88-428-0918-7.
- Vittorio Spinazzola (a cura di), Tirature ’02. Autori, editori, pubblico. I poeti fra noi : le forme della poesia nell’età della prosa, Milano, Il Saggiatore – Fondazione Arnoldo e Alberto Mondadori, gennaio 2002, ISBN 88-428-1019-3.
- Vittorio Spinazzola (a cura di), Tirature ’03. Autori, editori, pubblico. I nostri libri. Letture d’oggi che vale la pena di fare, Milano, Il Saggiatore – Fondazione Arnoldo e Alberto Mondadori, gennaio 2003, ISBN 88-428-1090-8.
- Vittorio Spinazzola (a cura di), Tirature ’04. Autori, editori, pubblico. Che fine ha fatto il postmoderno?, Milano, Il Saggiatore – Fondazione Arnoldo e Alberto Mondadori, 31 gennaio 2004, ISBN 88-428-1177-7.
- Vittorio Spinazzola (a cura di), Tirature ’05. Autori, editori, pubblico. Giovani scrittori e personaggi giovani, Milano, Il Saggiatore – Fondazione Arnoldo e Alberto Mondadori, gennaio 2005, ISBN 88-428-1257-9.
- Vittorio Spinazzola (a cura di), Tirature ’06. Autori, editori, pubblico. Di cosa parlano i romanzi d’amore?, Milano, Il Saggiatore – Fondazione Arnoldo e Alberto Mondadori, 31 gen 2006, ISBN 88-428-1329-X.
- Vittorio Spinazzola (a cura di), Tirature ’07. Autori, editori, pubblico. Le avventure del giallo, Milano, Il Saggiatore – Fondazione Arnoldo e Alberto Mondadori, 2007, ISBN 88-428-1425-3.
- Vittorio Spinazzola (a cura di), Tirature ’08. Autori, editori, pubblico. L'immaginario a fumetti, Milano, Il Saggiatore – Fondazione Arnoldo e Alberto Mondadori, 2008, ISBN 978-88-428-1490-0.
- Vittorio Spinazzola (a cura di), Tirature ’09. Autori, editori, pubblico. Milano-Napoli: due capitali mancate, Milano, Il Saggiatore – Fondazione Arnoldo e Alberto Mondadori, 2009, ISBN 978-88-428-1590-7.
- Vittorio Spinazzola (a cura di), Tirature ’10. Autori, editori, pubblico. Il New Italian Realism, Milano, Il Saggiatore – Fondazione Arnoldo e Alberto Mondadori, 2010, ISBN 978-88-428-1628-7.
- Vittorio Spinazzola (a cura di), Tirature ’11. Autori, editori, pubblico. L’Italia del dopobenessere, Milano, Il Saggiatore – Fondazione Arnoldo e Alberto Mondadori, 2011, ISBN 978-88-428-1682-9.
- Vittorio Spinazzola (a cura di), Tirature ’12. Autori, editori, pubblico. Graphic Novel. L’età adulta del fumetto, Milano, Il Saggiatore – Fondazione Arnoldo e Alberto Mondadori, 2012, ISBN 978-88-428-1779-6.
- Vittorio Spinazzola (a cura di), Tirature ’13. Autori, editori, pubblico. Le emozioni romanzesche, Milano, Il Saggiatore – Fondazione Arnoldo e Alberto Mondadori, gennaio 2013, ISBN 978-88-428-1914-1.
- Vittorio Spinazzola (a cura di), Tirature ’14. Autori, editori, pubblico. Videogiochi e altri racconti, Milano, Il Saggiatore – Fondazione Arnoldo e Alberto Mondadori, 2014, ISBN non esistente.
- Vittorio Spinazzola (a cura di), Tirature ’15. Autori, editori, pubblico. Gli intellettuali che fanno opinione, Milano, Il Saggiatore – Fondazione Arnoldo e Alberto Mondadori, 2015, ISBN 9788865764190.
- Vittorio Spinazzola (a cura di), Tirature ’16. Autori, editori, pubblico. Un mondo da tradurre, Milano, Il Saggiatore – Fondazione Arnoldo e Alberto Mondadori, 2016, ISBN non esistente.
- Vittorio Spinazzola (a cura di), Tirature ’17. Autori, editori, pubblico. Da una serie all'altra, Milano, Il Saggiatore – Fondazione Arnoldo e Alberto Mondadori, 2017, ISBN 9788885938571.
- Vittorio Spinazzola (a cura di), Tirature ’18. Autori, editori, pubblico. Lieto fine, Milano, Il Saggiatore – Fondazione Arnoldo e Alberto Mondadori, 2018, ISBN 978-88-85938-61-8.
- Vittorio Spinazzola (a cura di), Tirature ’19. Autori, editori, pubblico. Tuttestorie di donne, Milano, Il Saggiatore – Fondazione Arnoldo e Alberto Mondadori, 2019, ISBN non esistente.
- Vittorio Spinazzola (a cura di), Tirature ’20. Autori, editori, pubblico. I cattivi, Milano, Il Saggiatore – Fondazione Arnoldo e Alberto Mondadori, 2020, ISBN 978-88-85938-71-7.

Alte tirature
- Vittorio Spinazzola, Alte tirature: la grande narrativa d'intrattenimento italiana, Milano, Il Saggiatore – Fondazione Arnoldo e Alberto Mondadori, 2012, ISBN 9788842818380.